# フランクリン・カルゲイ
フランクリン・カルゲイ（Franklin Calugay、1996年12月21日 - ）は、オーストラリアシドニー出身のラグビー選手。

## プロフィール
- ポジションはウィング(WTB)。
- 身長 183cm、体重 100kg
- ニックネームはフランキー。
- ワラタスのディベロップメントチームに所属したことがある[1]。

## 来歴
15歳からラグビーを始めた。
アルスタンヴィレステイト高校 - セントジョセフ大学、サウザーンディストリクトを経て、2016年、NTTコミュニケーションズシャイニングアークスに加入。
2018年、NTTコミュニケーションズシャイニングアークスを退団した。